# Walker Scobell
Walker Scobell, född 5 januari 2009 i Los Angeles, är en amerikansk skådespelare.
Scobell har bland annat medverkat i TV-serien Percy Jackson och olympierna från 2023. Han har även medverkat i filmerna Secret Headquarters och han slog igenom i filmen The Adam Project från 2022.

## Uppväxt
Walker Scobell föddes 2009 som son till Heather Melissa och Peter Scobell. Hans far tjänstgjorde i militären, vilket resulterade i att familjen flyttade ofta. Han började uppträda i skolpjäser i grundskolan och mellanstadiet.
Som barnskådespelare gjorde Scobell sin debut i Netflix-filmen The Adam Project (2022) som en yngre version av Ryan Reynolds roll. GQ skriver om sitt framträdande i The Adams Project att det är nästan kusligt hur nykomlingen speglar den komiska timingen för sin fulländade motsvarighet. Reynolds erkände att Scobell "kan spela Deadpool en dag."
I april 2022 tillkännagavs Scobell som titelkaraktären för serieanpassningen av Percy Jackson på Disney+.

## Filmografi (i urval)
- 2022 – Secret Headquarters
- 2022 – The Adam Project
- 2023 – Percy Jackson och olympierna (TV-serie)